# Bodaguru, Chintamani
Bodaguru là một làng thuộc tehsil Chintamani, huyện Kolar, bang Karnataka, Ấn Độ.